# OpenOffice Basic
OpenOffice Basic (trước đây được gọi là StarOffice Basic hoặc StarBasic hoặc OOoBasic) là một phiên bản của ngôn ngữ lập trình BASIC ban đầu là một phần của bộ ứng dụng văn phòng StarOffice và sau này được đưa sang OpenOffice.org cũng như các phân nhánh của nó như LibreOffice (ở đây nó được gọi là LibreOffice Basic).

## Ví dụ
Mặc dù OpenOffice Basic là một phiên bản tương tự như các phiên bản khác của ngôn ngữ BASIC,như VBA của  Microsoft, giao diện lập trình ứng dụng(API) là rất khác, như ví dụ dưới đây của một macro minh họa. Trong khi có một cách dễ dàng hơn để có thể " đếm số đoạn văn" của một tài liệu, tví dụ cho thấy các phương pháp cơ bản để truy cập mỗi đoạn văn trong một tài liệu văn bản, liên tục.
```
Sub
 
ParaCount

'

' Count number of paragraphs in a text document

'

    
Dim
 
Doc
 
As
 
Object
,
 
Enum
 
As
 
Object
,
 
TextEl
 
As
 
Object
,
 
Count
 
As
 
Long

    
Doc
 
=
 
ThisComponent

' Is this a text document?

    
If
 
Not
 
Doc
.
SupportsService
(
"com.sun.star.text.TextDocument"
)
 
Then

        
MsgBox
 
"This macro must be run from a text document"
,
 
64
,
 
"Error"

        
Exit
 
Sub

    
End
 
If

    
Count
 
=
 
0

' Examine each component - paragraph or table?

    
Enum
 
= 
Doc
.
Text
.
CreateEnumeration

    
While
 
Enum
.
HasMoreElements

        
TextEl
 
=
 
Enum
.
NextElement

' Is the component a paragraph?

        
If
 
TextEl
.
SupportsService
(
"com.sun.star.text.Paragraph"
)
 
Then

            
Count
 
=
 
Count
 
+
 
1

        
End
 
If

    
Wend

'Display result

    
MsgBox
 
Count
,
 
0
,
 
"Paragraph Count"

End
 
Sub

```